# Tipulamima ivondro
Tipulamima ivondro is een vlinder uit de familie wespvlinders (Sesiidae), onderfamilie Sesiinae.
Tipulamima ivondro is voor het eerst wetenschappelijk beschreven door Viette in 1955. De soort komt voor in het Afrotropisch gebied.